# برشاوشان كبير الأوراق
برشاوشان كبير الأوراق (الاسم العلمي:Adiantum macrophyllum) هو نوع من النباتات يتبع جنس البرشاوشان من الفصيلة الديشارية.